# أيانا تاكيتاتسو
أيانا تاكيتاتسو (竹達彩奈 تاكيتاتسو أيانا) هي مؤدية أصوات يابانية ولدت في 23 يونيو 1989 في محافظة سايتاما.

## أدوارها في الأنمي

### مسلسلات أنمي تلفزيونية
- كي-أون! - أزوسا ناكانو
- كي-أون!! - أزوسا ناكانو
- هايسكول اوف ذا ديد - أليس ماريساتو
- إم إم! - ميو إيسوروغي
- أختي لا يمكن لها أن تكون بهذه الظرافة - كيرينو كوساكا
- أختي لا يمكن لها أن تكون بهذه الظرافة. - كيرينو كوساكا
- كامينوميزو شيرو سيكاي - أيومي تاكاهارا
- كامينوميزو شيرو سيكاي 2 - أيومي تاكاهارا
- كامينوميزو شيرو سيكاي: الحارسات - أيومي تاكاهارا, ميركوريوس
- أسطورة الأبطال الأسطوريين - إيسلينا فوكل
- ستار درايفر - سيمون أراغون
- NEEDLESS - يوا
- الغبي و الاختبار و الوحش المستدعى - ميهارو شيميزو
- زعيم الشر في المقعد الأخير - ميتشيي أوتاكي
- رايلغان معينة خاصة بالعلم - فتاة الحقيبة
- رايلغان معينة خاصة بالعلم S - كانا هازامايا
- جويلبيت - ميريا ماريغولد ماكنزي
- غيلتي كراون - تسوغومي
- بن تو - أسيبي إينوي
- هيوكا - كيمورا
- أغنية حب طيار - أرييل ألباس
- سبيس داندي - ماميتاس
- سورد آرت أونلاين - ليفا/سوغوها كيريغايا
- سورد آرت أونلاين II - ليفا/سوغوها كيريغايا
- سورد آرت أونلاين أليسيزيشن - ليفا/سوغوها كيريغايا
- سورد آرت أونلاين أليسيزيشن War of Underworld - ليفا/سوغوها كيريغايا
- دينكي-غاي - فو غيرل
- وورلد بريك السيف المقدس - ساتسوكي رانجو
- آيدولماستر سندريلا جيرلز - ساتشيكو كوشيميزو
- كانكولي - ياماتو
- ماجيك كايتو 1412 - الأميرة آن
- حديقة سوزي: يوم برفقة ويتزي - لولا
- كونكريت ريفولوتيو: فنتازيا الخوارق - إيرث-تشان
- كونكريت ريفولوتيو: فنتازيا الخوارق THE LAST SONG - إيرث-تشان
- داغاشيكاشي - هوتارو شيداري
- داغاشيكاشي 2 - هوتارو شيداري
- أكيباز تريب ذي أنيميشن - دينكو فوميجيما
- حبيبتي الأولى غيارو - يوي كاشي
- سيتروس - يوزو آيهارا
- بوبتيبيبيك - بيبيمي (الحلقة 2A)
- الملك القاهر وفالكيريا المقدسة - كريستينا
- بيرسيرك (2016) - إيريكا
- ديت أ لايف - كوتوري إيتسوكا
- ديت أ لايف II - كوتوري إيتسوكا
- التوأم الخماسي المتماثل - نينو ناكانو
- التوأم الخماسي المتماثل∬ - نينو ناكانو
- هاي سكول DxD - كونيكو توجو
- هاي سكول DxD نيو - كونيكو توجو
- هاي سكول DxD بورن - كونيكو توجو
- هاي سكول DxD هيرو - كونيكو توجو
- ثأر ميليون آرثر - آرثر قطة الجبال
- أهلا بكم في صف سياسة الجدارة - كي كارويزاوا
- كاكيغوروي xx - إيريمي موشيبامي
- بوغيبوب آند أذرز - ميناكو يوريهارا
- إرومانغا سينسي - كيرينو كوساكا
- ذا وورلد إندز ويث يو: ذي أنيميشن - رايمو بيتو
- المحققة، سبق وماتت - ناغيسا ناتسوناغي
- حبيبة ، حبيبة - ريكا هوشيزاكي
- حريم نهاية العالم - كارين كاميا
- فريرن: ما وراء نهاية الرحلة - أورا

### أنمي الإنترنت
- ضعف حمضية ميليون آرثر - آرثر قطة الجبال

### أوفا أنمي
- المعلم الساحر نيغيما!: عالم آخر EXTRA الفتاة الساحرة يوي - إيميلي سفنشيب

### أفلام أنمي
- سورد آرت أونلاين ذا موفي: أوردينال سكيل - ليفا/سوغوها كيريغايا
- فيلم ديت أ لايف: مايوري جادجمنت - كوتوري إيتسوكا
- فيلم كانكولي - ياماتو

## أدوارها في ألعاب الفيديو
- دراكنغارد 3 - فور
- بيرسونا 4 أرينا - لابريس
- بيرسونا 4 أرينا ألتيماكس - لابريس
- بليزبلو كروس تاغ باتل - لابريس
- سكالغيرلز - فيليا
- زانكي زيرو: لاست بيغينينغ - يوما ماشيرو
- أختي لا يمكن لها أن تكون بهذه الظرافة بورتبل - كيرينو كوساكا
- «أختي لا يمكن لها أن تكون بهذه الظرافة بورتبل» لا يمكن لها أن تستمر - كيرينو كوساكا
- أختي لا يمكن لها أن تكون بهذه الظرافة: النهاية السعيدة - كيرينو كوساكا

## وصلات خارجية
- أيانا تاكيتاتسو على موقع IMDb (الإنجليزية)
- أيانا تاكيتاتسو على موقع ميوزك برينز (الإنجليزية)
- أيانا تاكيتاتسو على موقع أول ميوزيك (الإنجليزية)
- أيانا تاكيتاتسو على موقع ديسكوغز (الإنجليزية)
- أيانا تاكيتاتسو على موقع قاعدة بيانات الفيلم (الإنجليزية)
- أيانا تاكيتاتسو على موقع ANN person (الإنجليزية)